# پفالتسوایر
پفالتسوایر (به فرانسوی: Pfalzweyer) یک کمون در فرانسه با جمعیت ۳۰۳ نفر است که در Canton of La Petite-Pierre واقع شده‌است.